# Mädchenchor Hamburg
Der Mädchenchor Hamburg ist ein vokales Ensemble, in welchem Mädchen und junge Frauen im Alter bis zu 23 Jahren musikalische Werke aufführen. Der Chor wurde mit einer Reihe von Preisen ausgezeichnet und unternimmt regelmäßig internationale Chorreisen.

## Geschichte und Aktivitäten
Der Mädchenchor Hamburg wurde im August 2003 von Gesa Werhahn gegründet. Träger ist die Staatliche Jugendmusikschule Hamburg im Mittelweg, in deren Räumen der Chor auch probt.
Der Mädchenchor Hamburg trat in einer Reihe von Hamburger Konzertstätten und Hauptkirchen in Konzerten auf, u. a. in Laeiszhalle, Staatsoper, Kulturkirche Altona, Bucerius-Kunstforum, Rathaus sowie St. Michaelis, St. Petri, St. Jacobi, St. Katharinen. Dabei arbeitete der Mädchenchor u. a. mit den Hamburger Symphonikern, der Hamburger Camerata, und dem Ensemble Elbtonal zusammen und lieferte Beiträge zu CD-Aufnahmen und Radiobeiträgen.
Wichtiger Bestandteil der Chorarbeit sind die Konzertreisen, die den Chor u. a. nach Bulgarien, Estland, Griechenland, Island, Israel, Katar, Lettland, Litauen, Norwegen, Südafrika, Swasiland, Ungarn, auf die Färöer-Inseln, die Vereinigten Arabischen Emirate und in den Oman führten.

## Struktur
Die Chorschule besteht insgesamt aus etwa 200 Mädchen im Alter ab vier Jahren, deren stimmliche und musikalische Entwicklung gefördert wird. Der Mädchenchor Hamburg gliedert sich in vier verschiedene Alters- und Leistungsstufen:
- Vorchor: Mädchen zwischen 4 und 6 Jahren
- Kinderchor: Mädchen ab 7 Jahren
- Jugendchor: Mädchen ab 10 Jahren
- Konzertchor: Mädchen ab 14 Jahren mit besonderer Chorerfahrung und Engagement

## Chorleitung
Der Mädchenchor Hamburg steht unter der Gesamtleitung von Gesa Werhahn und Christoph Pillat. Die Vor- und Kinderchöre werden von Maren Hagemann-Loll, der Jugend- und Konzertchor von Gesa Werhahn geleitet.
Gesa Werhahn (* 1975) studierte Schulmusik, Klavier und Dirigieren an den Musikhochschulen in Lübeck (MHL) und Hamburg (HfMT) sowie Geschichte an der Universität Hamburg. Sie unterrichtet als Oberstudienrätin Musik und Geschichte am Hamburger Albert-Schweitzer-Gymnasium, einer Schule mit Musikzug. Dort verantwortet Gesa Werhahn seit 2013 die Vokalklasse. An der Hochschule für Musik und Theater Hamburg (HfMT) hat sie einen Lehrauftrag für Kinderchorleitung inne.

## Preise und Auszeichnungen
- 2010: 8. Deutscher Chorwettbewerb in Dortmund: Kinderchor II war Finalist und 2. Preisträger in der Kategorie F2 (Kinderchöre / gleiche Stimmen, bis 13 Jahre)[3]
- 2014: 9. Deutscher Chorwettbewerb in Weimar: Jugendchor war Finalist und Sonderpreisträger „Best Performance“ der Volks- und Raiffeisenbanken[4]
- 2018: 10. Deutscher Chorwettbewerb in Freiburg: Jugendchor war Finalist und 2. Preisträger in der Kategorie F2 (Kinderchöre / gleiche Stimmen, bis 13 Jahre)[5]; Konzertchor war Finalist und 2. Preisträger in der Kategorie D2 (Mädchenchöre / Jugendchöre – gleiche Stimmen)[6]
- 2023: 11. Deutscher Chorwettbewerb Hannover: Jugendchor war Finalist und 2. Preisträger in der Kategorie F2 (Kinderchöre / gleiche Stimmen, bis 13 Jahre), Konzertchor war Finalist und 1. Preisträger in der Kategorie D2 (Mädchenchöre / Jugendchöre – gleiche Stimmen)[7]